# Шакір Селім
Шакір Селім (10 квітня 1942, Біюк-Асс, згодом Ласточкіно Роздольненського району АР Крим (нині село зникло) — 18 листопада 2008, Сімферополь) — кримськотатарський поет, перекладач, публіцист, делегат IV Курултаю кримськотатарського народу.

## Життєпис
Походить з бідної родини, був восьмою і останньою дитиною. З родиною був депортований до Джамбайського району Самаркандської області. Закінчив середю школу, філологічний факультет Самаркандського державного університету. Працював учителем у школі в Джамбаї, довгі роки був власним кореспондентом газети «Ленин байрагъы» по Самаркандській області; завідував відділом програм обласного радіо кримськотатарською мовою.
1989 року повертається в Крим, працює заступником редактора нової газети «Достлукъ» кримськотатарською мовою, разом з Данилом Кононенком у складі письменницької делегації від України їздив в Москву на всесоюзний з'їзд, під час якого було заявлено про вихід Спілки письменників України зі складу СП СРСР.
у 1992 році кримськотатарські письменники створюють Раду кримськотатарської літератури, головою Ради обрано Шакіра Селіма, очолював до липня 2008-го Раду кримськотатарських письменників Кримського відділення НСПУ. З 1997 року очолює редакцію літературного журналу «Йылдыз».
Його перші вірші з'явилися в пресі 1963 року, регулярно друкувалися на сторінках газети «Ленин байрагъы», журналу «Йылдыз».
Автор поетичних збірок:
- «Акъбардакъ» — «Підсніжник», 1974,
- «Дуйгъуларым»- «Мої відчуття», 1979,
- «Севги алеви» — «Вогонь любові», 1981,
- «Уянув» — «Пробудження», 1986,
- «Еллерни динъле» — «Слухай вітри», 1990,
- збірник віршів і перекладів «Тюшюндже» — «Роздуми», 1996,
- «Къырымнаме» — 2006, другий том вийшов після смерті.

Переклав кримськотатарською мовою «Кримські сонети» Адама Міцкевича — Київ, 2004, поему Олександра Пушкіна «Кавказький бранець», «Маленькі трагедії», «Катерина» Тараса Шевченка, «По праву пам'яті» О. Твардовського, «В ніч місячного затемнення» М. Каріма, вірші Михайла Лермонтова.
Брав участь в підготовці книг «Узакъ ве якъын Шевченко» («Далекий і близький Шевченко»), двотомного видання вибраних творів Лесі Українки «Бакъыйлы к авучындаки чечек» («Квітка на долоні вічності»), «Орман тюркюси» («Лісова пісня»), інших — разом з Ісою Абдураманом, Аблязізом Велієвим, Олександром Губарем, Юнусом Кандимовим, Данилом Кононенком, Світланою Кочергою, Юнусом Теміркая.
У Кримськотатарському драматичному театрі був ряд вистав у його перекладах, з них «Одруження» Миколи Гоголя, «Макбет» Вільяма Шекспіра.